# Museo egizio (Il Cairo)
Il Museo egizio del Cairo ospita la più completa collezione di reperti archeologici dell'Antico Egitto del mondo. Gli oggetti in mostra sono 136.000 e molte altre centinaia di migliaia sono conservate nei magazzini.

## Storia

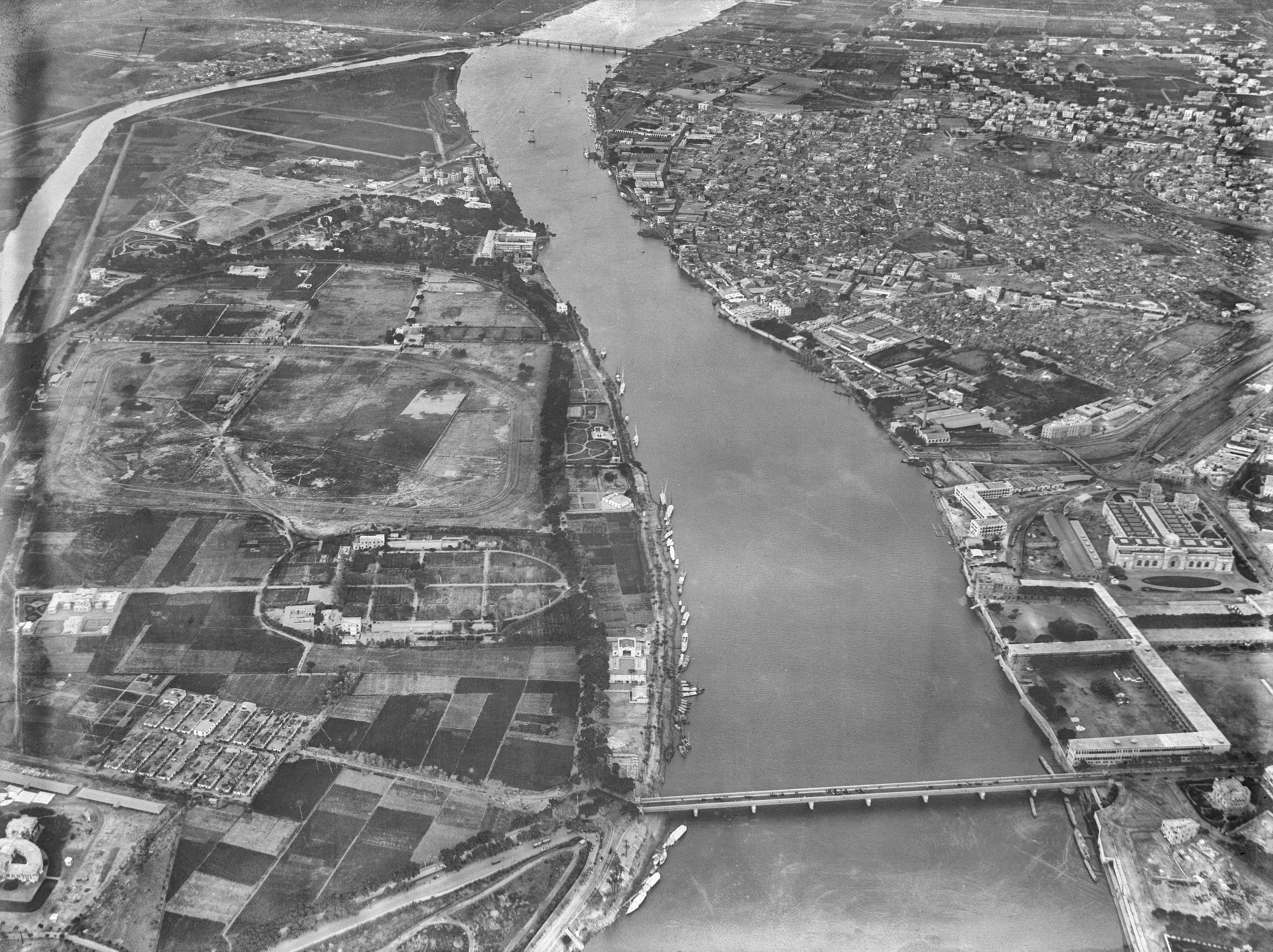
Veduta aerea con il museo nel 1904 (a destra).

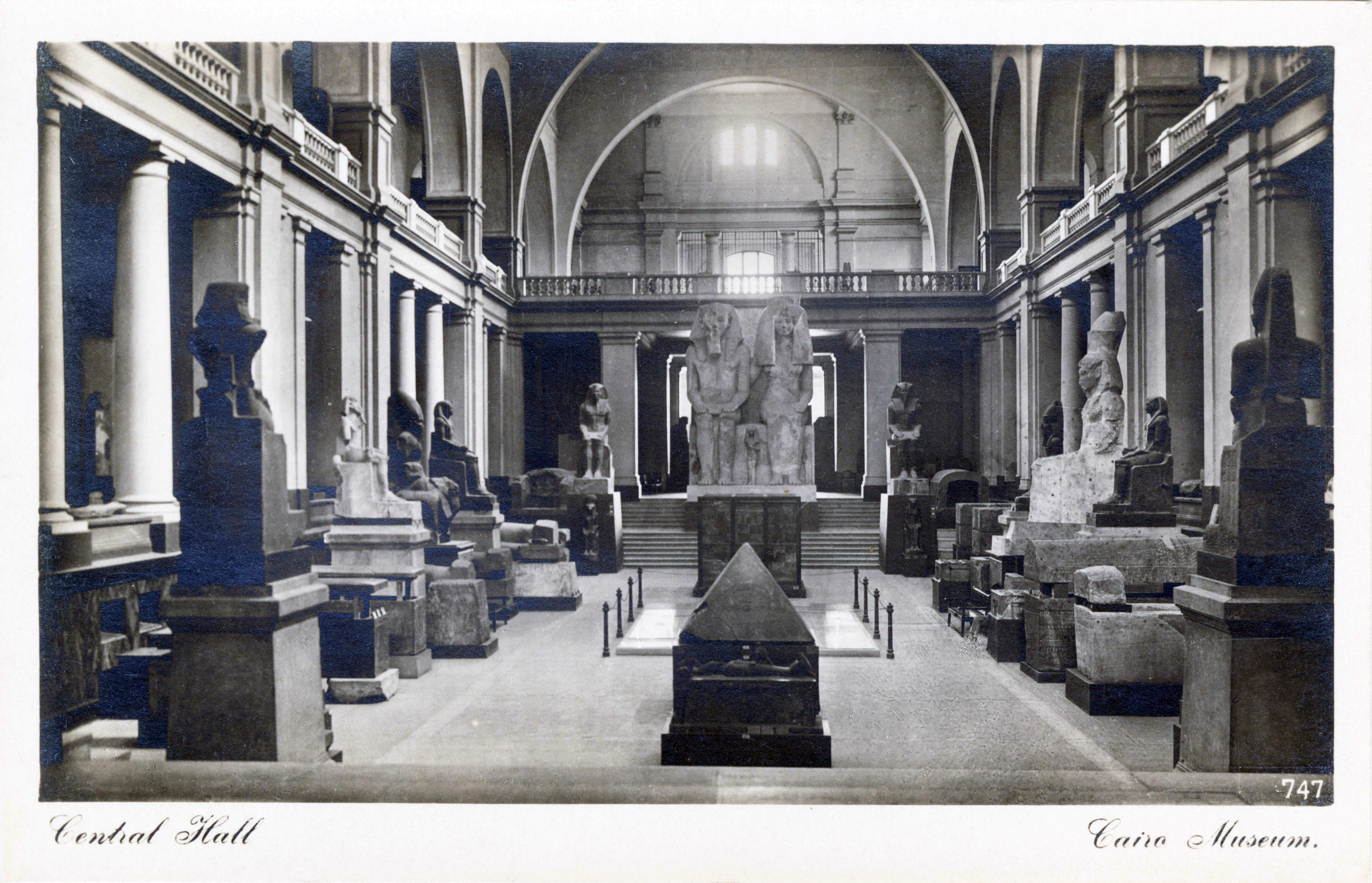
La sala centrale del Museo Egizio del Cairo agli inizi del Novecento.

Il museo è un'emanazione del servizio egiziano delle antichità costituito dal governo nel 1835 nel tentativo di fermare l'esportazione selvaggia di reperti e manufatti. Il primo nucleo del museo venne aperto nel 1858 con le collezioni raccolte da Auguste Mariette, archeologo francese al servizio di Isma'il Pascià ed aveva sede nel quartiere di Bulaq davanti all'isola di Gesira. Ma lo spazio presto divenne insufficiente per la grande quantità di reperti ed a peggiorare la situazione vi fu una notevole inondazione del Nilo avvenuta nel 1878.
Così nel 1891 il museo venne spostato all'interno del palazzo di Isma'il Pascià a Giza, chiamato "Palazzo di Giza". Ma questo edificio non era idoneo ad ospitare la collezione di reperti, il cui numero cresceva in maniera esponenziale e quindi fu bandito un concorso internazionale vinto da un progetto francese, il cui architetto fu Marcel Dourgnon (1858-1911) e la realizzazione degli italiani Giuseppe Garozzo e Francesco Zaffrani. Nel 1902 il museo attuale venne inaugurato, con lo stile di un edificio in stile neoclassico e appositamente costruito in Piazza Tahrir, nel centro del Cairo. La facciata è decorata con due altorilievi dello scultore francese Ferdinand Faivre.
Nonostante la sua grande fama, il museo egizio del Cairo non è molto esteso come superficie. Consta di due piani, entrambi di forma rettangolare, con una serie di stanze disposte attorno ad un atrio centrale e collegate da un corridoio.
Gli oggetti esposti al piano terreno sono raggruppati per ordine cronologico. Appena entrati, a sinistra sono disposte le sale dell'Antico Regno. Continuando in senso orario si trovano le sale del Medio e Nuovo Regno ed infine quelle dell'età greco-romana.
Salendo lo scalone si arriva al primo piano, organizzato in aree tematiche.
Il museo ha subito un saccheggio nel corso delle sommosse popolari del 2011, che hanno portato alla distruzione di due mummie.
Durante le stesse proteste, è stato colpito da alcune bombe molotov. L'esercito è immediatamente intervenuto per spegnere le fiamme. Molte delle opere e delle collezioni andate disperse o razziate, a causa dei disordini provocati dalla rivoluzione araba, sono tornati nelle disponibilità del museo, grazie anche alla collaborazione tra autorità egiziane e organizzazioni internazionali.
È pianificata l'apertura del Grande museo egizio situato a Giza, dove sono verranno trasferiti oltre 5000 reperti del Museo egizio del Cairo, tra i quali la collezione completa della tomba di Tutankhamon, attualmente ancora presente nel nucleo originario dell'attuale raccolta esposta.

## Collezioni
I pezzi di maggior pregio sono rappresentati dalla collezione dei reperti trovati nella tomba di Tutankhamon, rinvenuta intatta nella Valle dei Re, dall'archeologo inglese Howard Carter nel 1923.
La "sala delle mummie", che contiene 27 mummie reali di epoca antica, fu chiusa al pubblico nel 1981 per ordine del presidente egiziano Anwar Sadat. Nel 1985 è stata riaperta al pubblico una selezione di mummie di re e regine del Nuovo Regno di cui è visibile solamente il volto.

### Opere celebri
- Tavolozza cosmetica di Gerzeh
- Tavolozza del tributo libico
- Tavoletta di Narmer
- Statua di Khasekhemui in scisto verde
- Djoser in calcare (JE 49158)
- Statuetta di Cheope
- Chefren in trono (JE 10062)
- Userkaf in grovacca (JE 90220)
- Competizione sportiva (JE 30191)
- Ka di Hor I (JE 30948)
- Statua osiriforme di Mentuhotep II
- Iside, madre di Thutmose III (JE 37417)
- Maschera funeraria di Tuia
- Maschera funeraria di Tutankhamon
- Tutankhamon come Nefertum (JE 60723)
- Regina bianca (JE 31413)
- Amenardis I in alabastro (JE 3420)
- Uccello di Saqqara
- Busto di Neferefra